# Binomni koeficijent
U matematici, binomni koeficijent je pozitivni cijeli broj, koji se pojavljuje kao koeficijent binomnog poučka. Indeksira se dvama ne-negativnim cijelim brojevima; binomni koeficijent s indeksima n i k obično se zapisuje kao: 
{\displaystyle {\binom {n}{k}}}
i čita se n iznad ili povrh k. To je koeficijent člana {\displaystyle x^{k}} polinomne ekspanzije binomne potencije oblika {\displaystyle (1+x)^{n}}. Pod odgovarajućim okolnostima vrijednost koeficijenta definirana je izrazom: 
{\displaystyle {\frac {n!}{k!(n-k)!}}}
Organizacija binomnih koeficijenata u redove uzastopnih vrijednosti n, u kojem k ima vrijednosti od 0 do n, daje Pascalov trokut.
Binomni koeficijenti su važan dio mnogih područja matematike, posebno u području kombinatorike.

## Neka svojstva binomnih koeficijenata i dokazi
Svojstvo simetrije::18
{\displaystyle {\binom {n}{k}}={\binom {n}{n-k}}}
Kombinatorni dokaz.
Oznaka {\displaystyle {\binom {n}{k}}} predstavlja broj {\displaystyle k}-članih podskupova {\displaystyle n}-članog skupa, uz napomenu da, prema definiciji skupa, nikoja dva elementa nekog skupa nisu jednaka. Kako za svaki podskup od {\displaystyle k} elemenata postoji točno jedan poskup od preostalih {\displaystyle n-k} elemenata slijedi da vrijedi bijekcija između ova dva skupa odnosno da su oni ekvipotentni ili jednakobrojni.

Osnovna relacija iz Pascalovog trokuta:20 ili tzv. Pascalovo pravilo:
{\displaystyle {\binom {n-1}{k-1}}+{\binom {n-1}{k}}={\binom {n}{k}}}
Kombinatorni dokaz.
Neka tražimo broj {\displaystyle k}-članih skupova od prvih {\displaystyle n} prirodnih brojeva ({\displaystyle \{1,2,...,n\}}).
Neka je {\displaystyle S} skup svih takvih {\displaystyle k}-članih podskupova {\displaystyle n}-članog skupa. Vrijedi {\displaystyle |S|={\binom {n}{k}}}. 
Izaberimo neki element {\displaystyle x} iz {\displaystyle \{1,2,...,n\}}. Neka je {\displaystyle S_{1}} skup podskupova iz {\displaystyle S} koji sadrže {\displaystyle x}. Njih ima {\displaystyle |S_{1}|={\binom {n-1}{k-1}}} jer preostalih {\displaystyle n-1} brojeva iz {\displaystyle \{1,2,...,n\}} (ne možemo opet birati {\displaystyle x} jer je očito već sadržan u tim podskupovima) raspoređujemo na preostalih {\displaystyle k-1} mjesto. Neka je pak s druge strane {\displaystyle S_{2}} skup podskupova iz {\displaystyle S} koji ne sadrže {\displaystyle x}. Ima ih {\displaystyle |S_{2}|={\binom {n-1}{k}}} jer sada raspoređujemo sve elemente iz {\displaystyle \{1,2,...,n\}} osim elementa {\displaystyle x}, njih {\displaystyle n-1}, na svih {\displaystyle k} mjesta jer na nijednom mjestu nije element {\displaystyle x.}
Očito je {\displaystyle |S_{1}|+|S_{2}|=|S|}, čime je tvrdnja dokazana.

## Binomni koeficijent u matematičkoj analizi
Za proizvoljan realni broj {\displaystyle \alpha } binomni koeficijent se definira formulama:
{\displaystyle {\binom {\alpha }{0}}=1,{\binom {\alpha }{k}}={\frac {\alpha (\alpha -1)\cdot \cdot \cdot (\alpha -k+1)}{k!}}}
gdje je u nazivniku razlomka funkcija faktorijel.
Dano proširenje binomnog koeficijenta na realne brojeve nam omogućuje da npr. izračunamo izraze poput {\displaystyle {\binom {\frac {-1}{2}}{k}}} ili, između ostalog, da se {\displaystyle (1+x)^{\alpha }} razvije u red za {\displaystyle x\in (-1,1)}.